# Sweet Sensations
Sweet Sensation – brytyjski zespół soulowy z Manchesteru  istniejący w latach 1973–1977. Założycielem zespołu był pochodzący z Jamajki muzyk Leroy Smith. Największą popularność na świecie przyniosła zespołowi piosenka pt. „Sad Sweet Dreamer”.

## Skład
- Junior Daye (ur. 26 czerwca 1950 w Kingston na Jamajce) – wokalista
- Roy Flowers (ur. 4 sierpnia 1951 w Kingston na Jamajce) – perkusista
- Vincent James (ur. 12 lutego 1951 w Saint Mary na Jamajce) – wokalista
- Barry Johnson (ur. 20 sierpnia 1954 w Kingston na Jamajce) – basista
- Marcel King wł. Marcel Neville King (ur. 4 stycznia 1958 w Manchesterze w Anglii, zm. 5 października 1995) – wokalista
- St. Clair L. Palmer (ur. 4 marca 1954 w Saint Kitts) – wokalista
- Gary Shaugnessy (ur. 25 lipca 1953 w Manchesterze) – gitarzysta
- Leroy Smith (ur. 3 września 1952 w Kingston na Jamajce, zm. 17 stycznia 2009) – klawiszowiec

## Dyskografia
- Single
  - ”Sad Sweet Dreamer"/"Sure Thing, Yes I Do" (Pye Records 7N 45385)
  - "Purely by Coincidence" (Pye Records 7N 45421)
- Albumy
  - Sad Sweet Dreamer (1975) - U.S. Billboard Hot 200 #163